# Юстиніан I

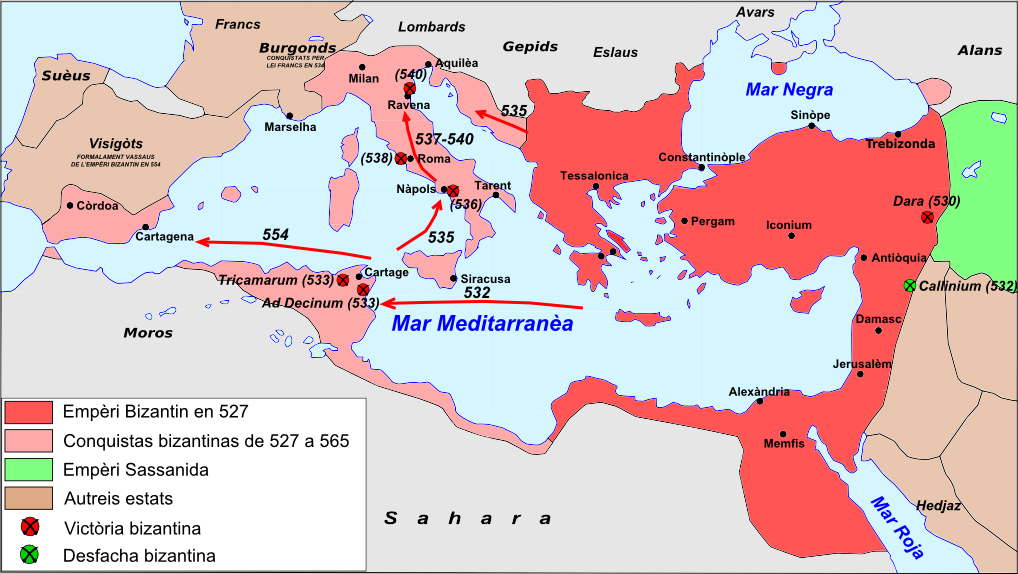
Імперія часів Юстиніана І

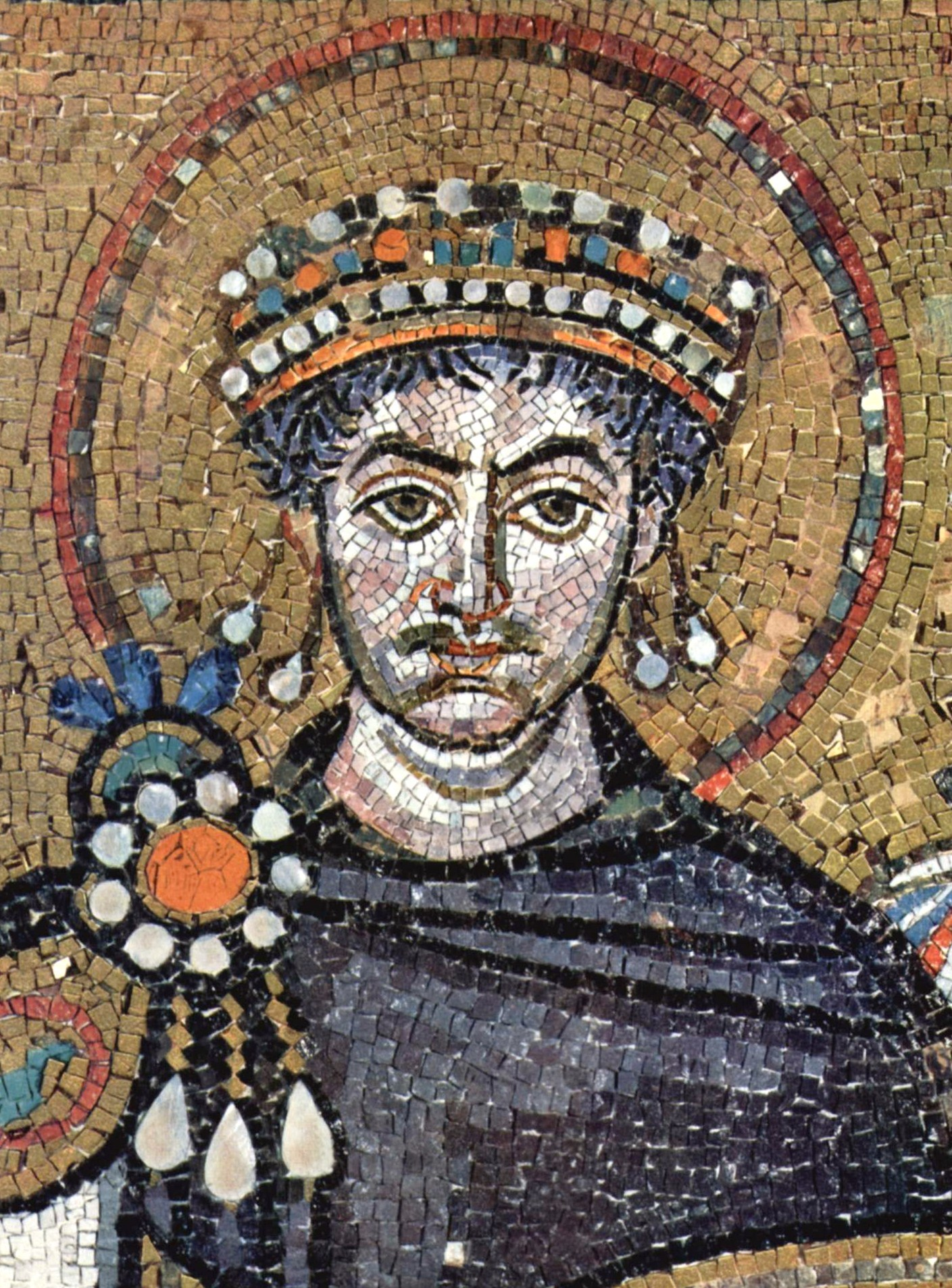
Юстиніан I. Сучасна мозаїка в церкві Сан-Вітале, Равенна, Італія

Фла́вій Петро Савва́тій Юстиніа́н (лат. Flavius Petrus Sabbatius Iustinianus, грец. Φλάβιος Πέτρος Σαββάτιος Ιουστινιανός; відомий як Юстиніан I грец. Ιουστινιανός Α'; 483 / 482, Таврезій, Верхня Македонія — 13 чи 14 листопада 565, Константинополь) — імператор Візантійської імперії з 1 серпня 527 року до своєї смерті в 565 році.
Титулував себе Цезарем і мав титули перемоги: Великий переможець Аламанський, Готський, Франкський, Германський, Антський, Аланський, Вандальський, Африканський. За його правління багато земель Римської імперії було приєднано (відновлено контроль) до Східної Римської імперії. Зокрема, знищені королівство вандалів і аланів в Африці, королівство остготів в Італії, приєднана частина земель королівства вестготів в Іспанії, а готи, франки, алемани, анти визнали себе васалами імператора.
За легендами Юстиніан мав слов'янське коріння, і вже за часів правління свого дядька Юстина І грав ключову роль у політичному житті Візантії. Святий благовірний. Шанується християнами 14 листопада.

## Життєпис
Швидше за все був іллірійцем, народився у сім'ї селян у Таврезії (Македонія), проте завдяки дядьку Юстину І отримав освіту в Константинополі. Бездітний Юстин І швидко прив'язався до розумного племінника, котрий, за сприяння впливового родича, зробив стрімку кар'єру до звання командувача столичного військового гарнізону (magister equitum et peditum praesentalis). Згодом Юстин І усиновив хлопця та зробив його своїм правонаступником.
Як і Наполеон, Юстиніан І мало спав, був надзвичайно енергійним та уважним до дрібниць. Крім того, Юстиніан І був чудовим уособленням «візантійської політики». Нещирий, лицемірний, зверхній та підступний, він легко нехтував укладеними договорами та обіцянками заради досягнення власних цілей. На нього справляла сильний вплив його дружина Феодора, колишня танцівниця та куртизанка. Після її смерті він став менш рішучим як правитель.

## Зовнішня політика
Одразу ж започаткував загальну програму відродження величі Риму. Цією ідеєю була підпорядкована вся політика імператора. Саме тому проводились адміністративні, релігійні, військові, податкові реформи, а також кодифікація права. Оточений виключно місцевими найталановитішими радниками Юстиніан І майже не відчував іноземного впливу, він повністю опирався на ідею єдиної та непохитної візантійської держави.
Для початку слід було вирішити перське питання, щоб уладнати конфлікт на східних кордонах імперії. Давня ворожнеча між персами та греками вилилась у 527 році у війну за контроль над кавказьким регіоном. Спочатку візантійський полководець Велізарій здобув перемогу над персами в Месопотамії 530 року, але вже через рік зазнав поразки в Сирії. Після вступу на перський трон нового шахиншаха, Хосрова І, Юстиніан І 531 року владнав ситуацію на Сході: підписав «Вічний мир» 532 року між Візантією та Персією, за умовами якого візантійський імператор виплачував Персії 4000 фунтів золота на утримання кавказьких фортець, а також відмовлявся від контролю над Іберією.
Вже у вересні 533 року Юстиніан І впевнено виступив проти королівства вандалів в Африці, користуючись вдалою ситуацією. Саме в той час королівство вандалів було як ніколи слабке через послаблення стосунків з остготами в VI ст., котрі поступово ще більше занепадали за активного сприяння візантійської дипломатії. Крім того, планам Юстиніана І сприяли внутрішній неспокій у державі та занепад вандальського флоту. 534 року Юстиніан І здолав короля вандалів Гелімера, котрий попередньо узурпував владу, що стало офіційною причиною для початку бойових дій зі сторони Візантії. Проте колишнє королівство вандалів стало для імператора значною проблемою, адже там постійно відбувались заколоти та повстання, попри активну реформаторську політику в регіоні, яка лягла на плечі євнуха Соломона (539—544 рр.).
Наступним етапом у зовнішній політиці Юстиніана І став Захід, в першу чергу остготи. Остготський король Теодат вбив Амаласунту, дочку Теодоріха Великого, що фактично стало причиною для початку війни. Велізарій, полководець Юстиніана І, котрий, до речі, ніколи сам особисто не брав участі у військових кампаніях, провів ряд успішних походів — поступово було окуповано Далмацію, Сицилію, Неаполь, Рим, Піцен, Мілан, останньою впала Равенна 540 року, а Італія була названа римською провінцією. Проте до 551 готський король Тотіла відвоював значні території, залишивши Візантії лише декілька плацдармів на узбережжі Італії, проте цього виявилось достатньо, щоб молодий талановитий полководець-євнух Нарсес розбив готів у вирішальній битві біля підніжжя гори Везувій (533 року), відновивши візантійський вплив у регіоні та знищивши остготське королівство.
Також Юстиніан І захопив західне узбережжя Іспанії та південні береги Галлії. Проте головні інтереси імператора все-таки були на Сході, у Фракії та Малій Азії.
Активна зовнішня політика на Заході зумовила послаблення позицій на східних кордонах Візантії, що зумовило початок нової війни з Персією в 540 році. Бої велися від Колхиди на узбережжі Чорного моря до Месопотамії та Ассирії. Одразу ж персам вдалось розграбувати Антіохію та ряд інших міст, проте грекам вдалось відкупитись. 545 року Юстиніану І довелось виплатити 2000 фунтів золота за мир, але ця подія не торкнулась Колхіди, де бойові дії продовжувались до 562 року. Врешті-решт, питання було врегульоване шляхом виплати Юстиніаном І 30 000 ауреусів щорічно, а Персія зобов'язувалась захищати Кавказ і дати християнам спокій.
551 року, у зв'язку з небезпекою для Константинополя від племені кутригурів під проводом князя Кініалона, Юстиніан I направив послів на північ Чорного моря до вождя утигурів (оногурів) Санділа, які були сусідами кутригурів. Посли зробили багаті дари грошима і зброєю, і переконали Санділа напасти на столицю кутригурів на західному березі Дону. Оскільки армія кутригурів була у Фракії, війська Санділа легко перейшли Дон і розбили загони супротивника. Дізнавшись про напад, війська кутригурів відступили з Фракії, й небезпека минула.
На Заході йому вдалося поставити під свій контроль велику частину земель Римської імперії, яка розпалася після Великого переселення народів, де варварські правителі визнавали владу імператорів Константинополя тільки номінально, в тому числі Апеннінський півострів, південно-східну частину Піренейського півострова і частину Північної Африки. Також він вів успішну боротьбу проти слов'янських племен склавінів та антів на Північному Причорномор'ї та в Південній Європі.
Юстиніан прагнув відновити всю Римську імперію, однак йому не вдалося здійснити її повну реставрацію (лат. Renovatio imperii) та відновити межі її кордонів на Заході та Півночі Європи, які існували до Великого переселення народів.
Правління Юстиніана І ознаменувалось активною дипломатією, котра була направлена на створення союзів з одними державами чи то племенами проти інших. Це допомагало підтримувати необхідний баланс сил на кордонах імперії, а також сприяло проведенню успішних воєнних кампаній. Проте подібні дії мали й негативні наслідки для Візантії: чимраз більші виплати союзним племенам лягли важким тягарем на державну казну.

## Внутрішня політика
З самого початку свого правління Юстиніан І почав проводити політику, спрямовану на укріплення та централізацію своєї влади. У своїй політиці він прагнув спиратися на армію, бюрократичний апарат та церкву. Новий імператор активно збільшував податки та боровся з єресями, в першу чергу - з несторианами та монофізитами. Податковий тиск та релігійні утиски призвели до масштабного повстання "Ніка" 532 року у Константинополі, яке мало не призвело до втечі імператора зі столиці.
За правління Юстиніана І особливого розмаху набуло будівництво. За словами Прокопія будь-яке земельне володіння було укріплене фортецею або ж поблизу нього був військовий пост. Бажаючи перевершити самого Соломона і його легендарний Єрусалимський храм, Юстиніан наказує побудувати в Константинополі, на місці зруйнованого пожежею старого храму, найграндіозніший собор Візантії — собор Святої Софії. А мозаїки церкви Сан-Вітале в Равенні містять унікальні зображення Юстиніана І, Феодори та найвідоміших вельмож.
Зовнішньополітичні амбіції Юстиніана І змушували його проводити внутрішні реформи. Найбільш вдалою та популярною вважається кодифікація права. Імператор прагне централізації влади, запровадження єдиної форми суспільного устрою та непохитного авторитету монарха. Таким чином, у світ вийшов «Кодекс Юстиніана» в 12 томах (529—534 рр.), доповнений «Інституціями» та «Дигестами», що стало основою імперського права та державного устрою до падіння Візантії. Ці творі частково створили основу сучасного права.
Прагматичним рішенням 554 року Юстиніан запровадив застосування своїх законів в Італії. Саме тоді копії його кодифікації римського права потрапили до Італії. Хоча вони й не мали негайного впливу, принаймні один рукописний примірник Дигестів (його знайшли пізніше в Пізі, а згодом зберігали у Флоренції) був використаний наприкінці XI століття для відродження досліджень римського права в Болоньї.
Юстиніан І був ревним християнином, а також вважав себе богословом. Тому боровся з іновірцями та єретиками. За його сприяння було закрито Афінську школу — останній навчальний заклад античності. Монофізитів переслідував, але зважаючи на те, що їхні погляди розділяла його дружина Феодора, загалом ставлення імператора до цієї секти відрізнялося двоїстістю. Активно полемізував з ними у своїх богословських творах, водночас намагаючись знайти релігійний компроміс. Виступив де-факто ініціатором п'ятого Вселенського собору 553 року в Константинополі, який став ареною суперечок між монофізитами та несторіанами.

## Пандемія чуми
За часів правління Юстиніана I у Середземномор'ї виникла перша пандемія чуми, яку зрештою назвали його ім'ям — чума Юстиніана. Вона почалася в 541 році та тривала за одними даними до 574 року (при цьому були три хвилі її), за іншими аж до 750 року. Сам імператор перехворів успішно на чуму в 543 році. У 549 році виданий указ Юстиніана про перешкоджання пересуванню та затримання людей, які прибули з місцевостей, де вирувала чума, по суті, прообраз майбутнього карантину. За приблизними оцінками померло від 20 до 50 млн людей в Європі на південь від Альп, у країнах по берегах Середземного моря, хоча окремі автори пишуть про 100 млн загиблих.

## Канонізація
Святий благовірний. Шанується усіма християнами 14 листопада.